# Ħamrun Spartans
Die Ħamrun Spartans sind ein maltesischer Fußballklub aus Ħamrun und mehrfacher maltesischer Meister. Nach dem zwischenzeitlichen Niedergang stieg der Verein in der Saison 2006/07 aus der First Division wieder in die höchste maltesische Spielklasse, die Maltese Premier League auf. Nach der Saison 2012/13 erfolgte jedoch wieder der Abstieg in die Maltese First Division.
Ihre erste Saison in der höchsten Spielklasse Malta, absolvierten die Spartans schon 1911/12, als sie Zweite wurden, bevor sie zwei Jahre später zum ersten Mal die Meisterschaft gewinnen konnten.
Der Verein verfügt mit dem Victor-Tedesco-Stadion, welches 1.962 Zuschauer fasst, über ein eigenes Stadion. Dort werden jedoch nicht nur Spiele der Spartans ausgetragen; die Spartans ihrerseits spielen oftmals auch im Ta’ Qali-Stadion. Die Erfolgsbilanz weist neun maltesische Meistertitel und sechs Pokalsiege aus.

## Erfolge national
- Maltesischer Meister (11): 1914, 1918, 1947, 1983, 1987, 1988, 1991, 2021, 2023, 2024, 2025
- Maltesischer Pokal (6): 1983, 1984, 1987, 1988, 1989, 1992
- Maltesischer Supercup (7): 1987, 1988, 1989, 1991, 1992, 2023, 2024

## Europapokalbilanz
Bei ihren insgesamt acht Teilnahmen im Europapokal (zwischen 1983/84 und 1992/93) konnten die Ħamrun Spartans sich einmal gegen eine andere Mannschaft durchsetzen: in der Saison 1984/85 des Europapokals der Pokalsieger wurden beide Spiele gegen Ballymena United gewonnen, was zugleich der einzige Auswärtssieg in der Europapokalgeschichte der Spartans ist. Viermal trat die Mannschaft im Europapokal der Landesmeister an, wo sie sieben von acht Begegnungen verlor und bei allen Niederlagen ohne eigenen Torerfolg blieb. Lediglich das Heimspiel gegen Nëntori Tirana (1988/89) wurde 2:1 gewonnen. Im UEFA-Pokal spielte die Mannschaft einmal und unterlag gegen Dinamo Tirana, wo sie ebenfalls ohne Torerfolg blieb (0:1 und 0:0). Die restlichen acht Begegnungen fanden im Europapokal der Pokalsieger statt, von denen immerhin drei gewonnen wurden, aber bei allen fünf Niederlagen ebenfalls kein eigener Torerfolg zu verzeichnen war. Das bedeutet, dass ein Torerfolg im Europapokal (was nur in vier von 18 Begegnungen vorkam) stets gleichbedeutend mit einem Sieg war.
| Saison  | Wettbewerb                    | Runde                  | Gegner                | Gesamt            | Hin     | Rück          |
| ------- | ----------------------------- | ---------------------- | --------------------- | ----------------- | ------- | ------------- |
| 1983/84 | Europapokal der Landesmeister | 1. Runde               | Dundee United         | 0:6               | 0:3 (H) | 0:3 (A)       |
| 1984/85 | Europapokal der Pokalsieger   | 1. Runde               | Ballymena United      | 3:1               | 1:0 (A) | 2:1 (H)       |
| 1984/85 | Europapokal der Pokalsieger   | 2. Runde               | FK Dynamo Moskau      | 0:6               | 0:5 (A) | 0:1 (H)       |
| 1985/86 | UEFA-Pokal                    | 1. Runde               | KS Dinamo Tirana      | 0:1               | 0:1 (A) | 0:0 (H)       |
| 1987/88 | Europapokal der Landesmeister | 1. Runde               | SK Rapid Wien         | 0:7               | 0:6 (A) | 0:1 (H)       |
| 1988/89 | Europapokal der Landesmeister | 1. Runde               | Nëntori Tirana        | 2:3               | 2:1 (H) | 0:2 (A)       |
| 1989/90 | Europapokal der Pokalsieger   | 1. Runde               | Real Valladolid       | 0:6               | 0:5 (A) | 0:1 (H)       |
| 1991/92 | Europapokal der Landesmeister | 1. Runde               | Benfica Lissabon      | 00:10             | 0:6 (H) | 0:4 (A)       |
| 1992/93 | Europapokal der Pokalsieger   | Vorrunde               | NK Maribor            | 2:5               | 0:4 (A) | 2:1 (H)       |
| 2022/23 | UEFA Europa Conference League | 1. Qualifikationsrunde | FC Alaschkert Martuni | 4:2               | 0:1 (A) | 4:1 (H)       |
| 2022/23 | UEFA Europa Conference League | 2. Qualifikationsrunde | FK Velež Mostar       | 2:0               | 1:0 (A) | 1:0 (H)       |
| 2022/23 | UEFA Europa Conference League | 3. Qualifikationsrunde | Lewski Sofia          | 2:2 (4:1 i. E.)   | 0:1 (H) | 2:1 n. V. (A) |
| 2022/23 | UEFA Europa Conference League | Play-offs              | FK Partizan Belgrad   | 4:7               | 1:4 (A) | 3:3 (H)       |
| 2023/24 | UEFA Champions League         | 1. Qualifikationsrunde | Maccabi Haifa         | 1:6               | 0:4 (H) | 1:2 (A)       |
| 2023/24 | UEFA Europa Conference League | 2. Qualifikationsrunde | FC Dinamo Tiflis      | 3:1               | 2:1 (H) | 1:0 (A)       |
| 2023/24 | UEFA Europa Conference League | 3. Qualifikationsrunde | Ferencváros Budapest  | 2:8               | 1:6 (H) | 1:2 (A)       |
| 2024/25 | UEFA Champions League         | 1. Qualifikationsrunde | Lincoln Red Imps FC   | 1:1 (4:5 i. E.)   | 0:1 (H) | 1:0 (A)       |
| 2024/25 | UEFA Conference League        | 2. Qualifikationsrunde | KF Ballkani           | 0:2               | 0:0 (A) | 0:2 (H)       |
| 2025/26 | UEFA Champions League         | 1. Qualifikationsrunde | FK Žalgiris Vilnius   | 2:2 (11:10 i. E.) | 0:2 (A) | 2:0 (H)       |
| 2025/26 | UEFA Champions League         | 2. Qualifikationsrunde | Dynamo Kiew           | 0:6               | 0:3 (H) | 0:3 (A)       |
| 2025/26 | UEFA Europa League            | 3. Qualifikationsrunde | Maccabi Tel Aviv      | 2:5               | 1:2 (H) | 1:3 (A)       |
| 2025/26 | UEFA Conference League        | Play-offs              | FK RFS                | :                 | : (H)   | : (A)         |

Gesamtbilanz: 42 Spiele, 12 Siege, 3 Unentschieden, 27 Niederlagen, 30:87 Tore (Tordifferenz −57)

## Spieler
- Peter Barnes (1989–1990)